# Gurke
Gurke so etnična skupina, ki živijo na območju Nepala in severne Indije in je dobila ime po hindujskem vojaku-svetniku Guru Goraknatu.
Najbolj so znani po dejstvu, da služijo kot najemniki v Indijski kopenski vojski (Gurški polki) in v Britanski kopenski vojski (Brigada Gurkov).